# Euphorbia densiusculiformis
Euphorbia densiusculiformis là một loài thực vật có hoa trong họ Đại kích. Loài này được (Pazij) Botsch. mô tả khoa học đầu tiên năm 1977.